# Blokken
Blokken est une localité du comté de Nordland, en Norvège.

## Géographie
Administrativement, Blokken fait partie de la kommune de Sortland.